# Eugène Atget
Eugène Atget (Libourne, 1857. február 12. – Párizs, 1927. augusztus 4.) francia fotográfus, aki leginkább a 20. század fordulóján Párizs építészetéről, utca- és városképeiről készített fényképeivel vált ismertté.

## Élete
1857. február 12-én született Jean-Eugène-Auguste Atget néven a Bordeaux-hoz közeli Libourne városában. Korán árva lett, édesapja négyéves korában, édesanyja nem sokkal később hunyt el. Hajósinasnak állt, majd 21 éves korában Párizsba költözött. 1879-ben felvették a francia Nemzeti Zenei és Színházi Konzervatóriumba színjátszás szakra, de két éven belül elbocsátották. Ezt követően több évig vándorszínházi társulatoknál játszott. Érdeklődése az 1880-as évek végén kezdett a fotográfia felé fordulni.

## Munkássága
Első ismert legkorábbi fényképei Észak-Franciaországban készültek, vidéki jeleneteket, növényeket és mezőgazdasági eszközöket és építményeket (ekéket, szélmalmokat) ábrázolnak, és feltehetően tanulmányokként készültek festők és illusztrátorok számára. Az 1890-es évek elejétől Atget Párizsban dolgozott tovább, de csak az évtized végén változtatta meg fényképészeti tevékenységének fókuszát. Párizs városa témák kimeríthetetlen sokaságát kínálta fel, olyannyira, hogy életének hátralévő 30 évében nem is fényképezett mást.

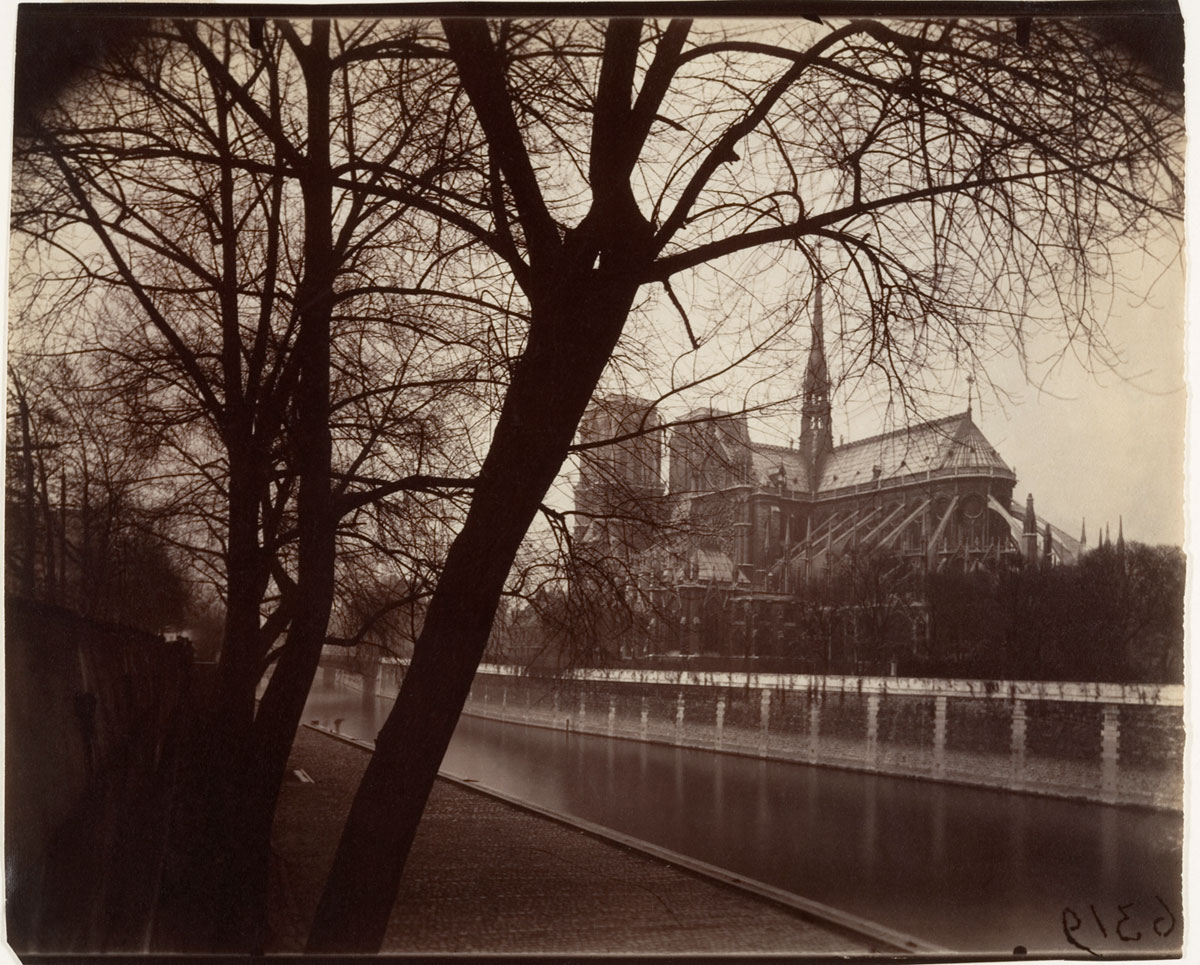
Eugène Atget: Nôtre Dame, 1922

Nagy formátumú (18x24 cm) fakamerát és üvegnegatívot használt, hogy minél részletgazdagabban örökíthesse meg a várost. Sok fényképe a hajnali órákban készült, a szórt fény és a széles látószög alkalmazása miatt különös hangulatot kölcsönözve az ábrázolt tereknek. Fényképei dokumentumértékűek, azért is fontosak, mert általuk végigkövethetők Párizs építészetének a hatalmas modernizációs projektek miatt bekövetkező gyors változásai a 19-20. század fordulóján.  
Bár fényképeit elsősorban más művészek (festők, grafikusok) számára használható tanulmányokként, dokumentumokként készítette, kortársai, a szürrealista alkotók felfigyeltek fényképei különös világára, látásmódja eredetiségére. Man Ray Atget számos fényképét felhasználta szürrealista magazinja, a La Révolution surréaliste hasábjain és címlapján. Fényképeit kezdetben Berenice Abbott fotográfus gyűjtötte és őrizte, majd mutatta be külföldön is a nagyközönség számára.

## Fényképei gyűjteményekben
- The Art Institute of Chicago, Chicago
- International Center of Photography – New York
- International Photography Hall of Fame – St. Louis
- The J. Paul Getty Museum – Los Angeles

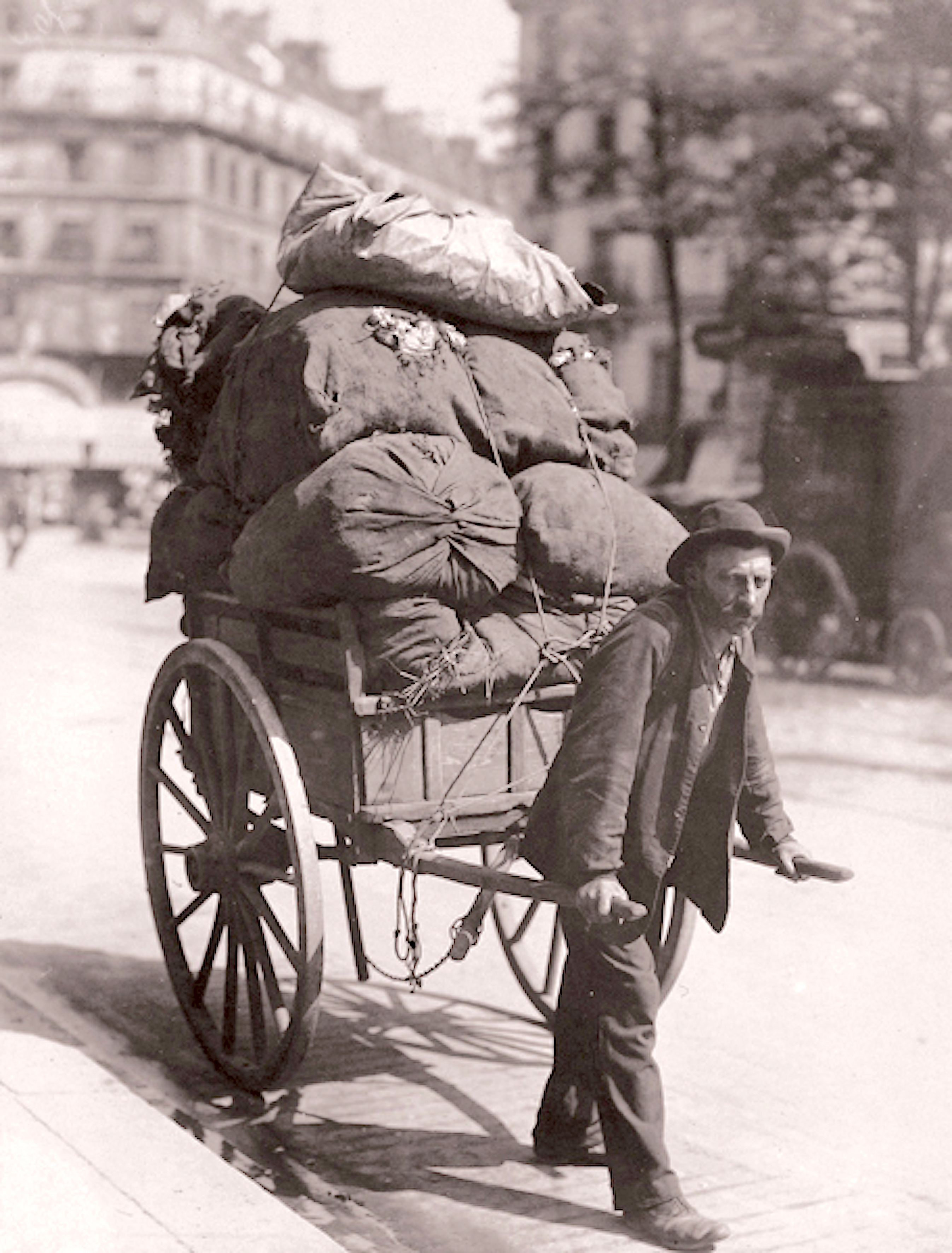
Rongyszedő, 1899
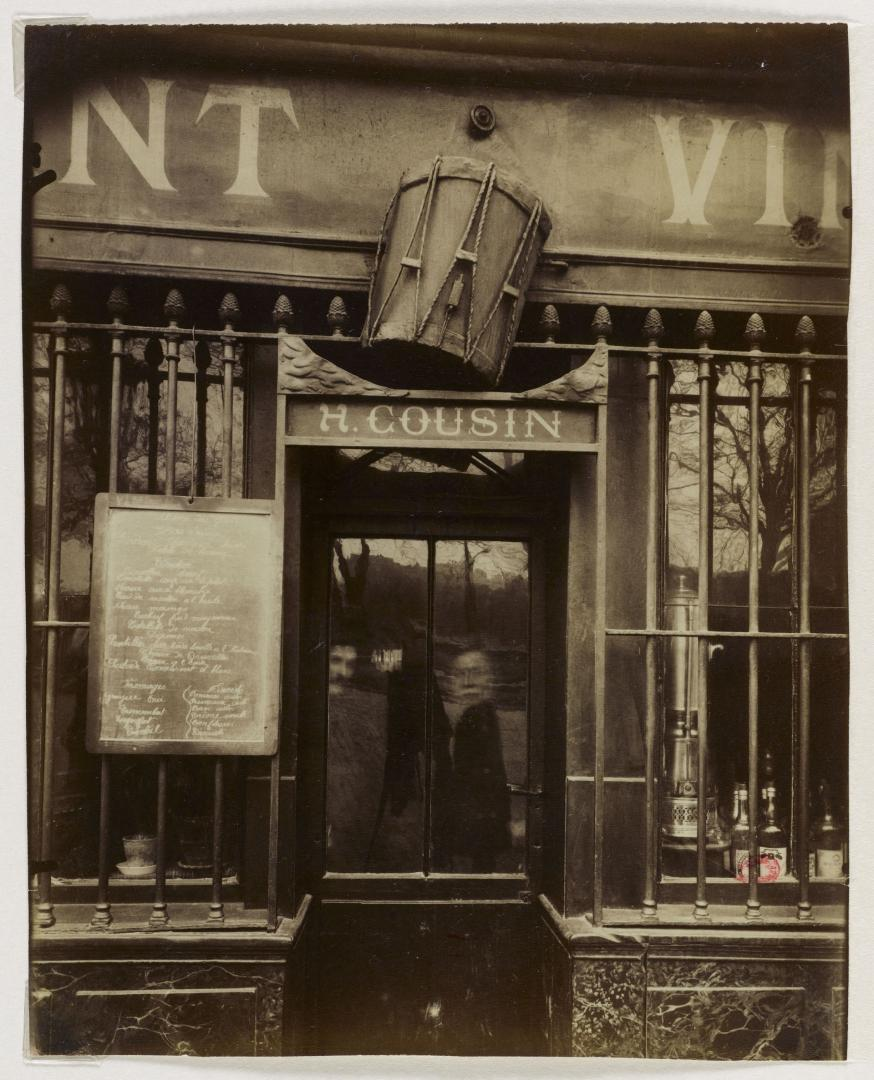
Au Tambour, 1908
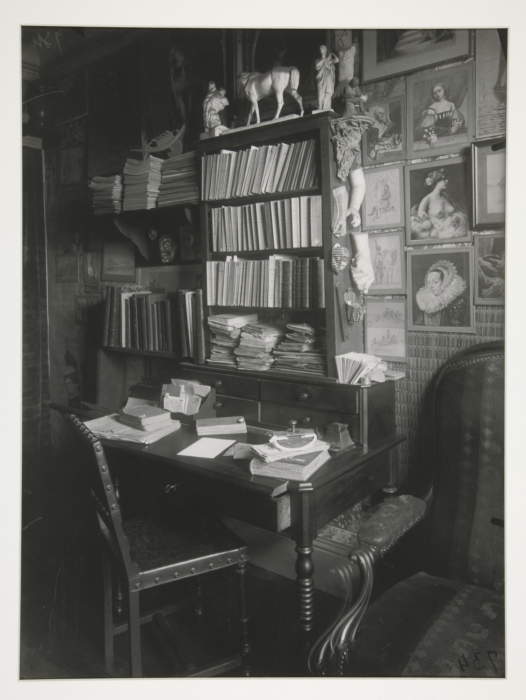
Atget's Salon, c. 1910
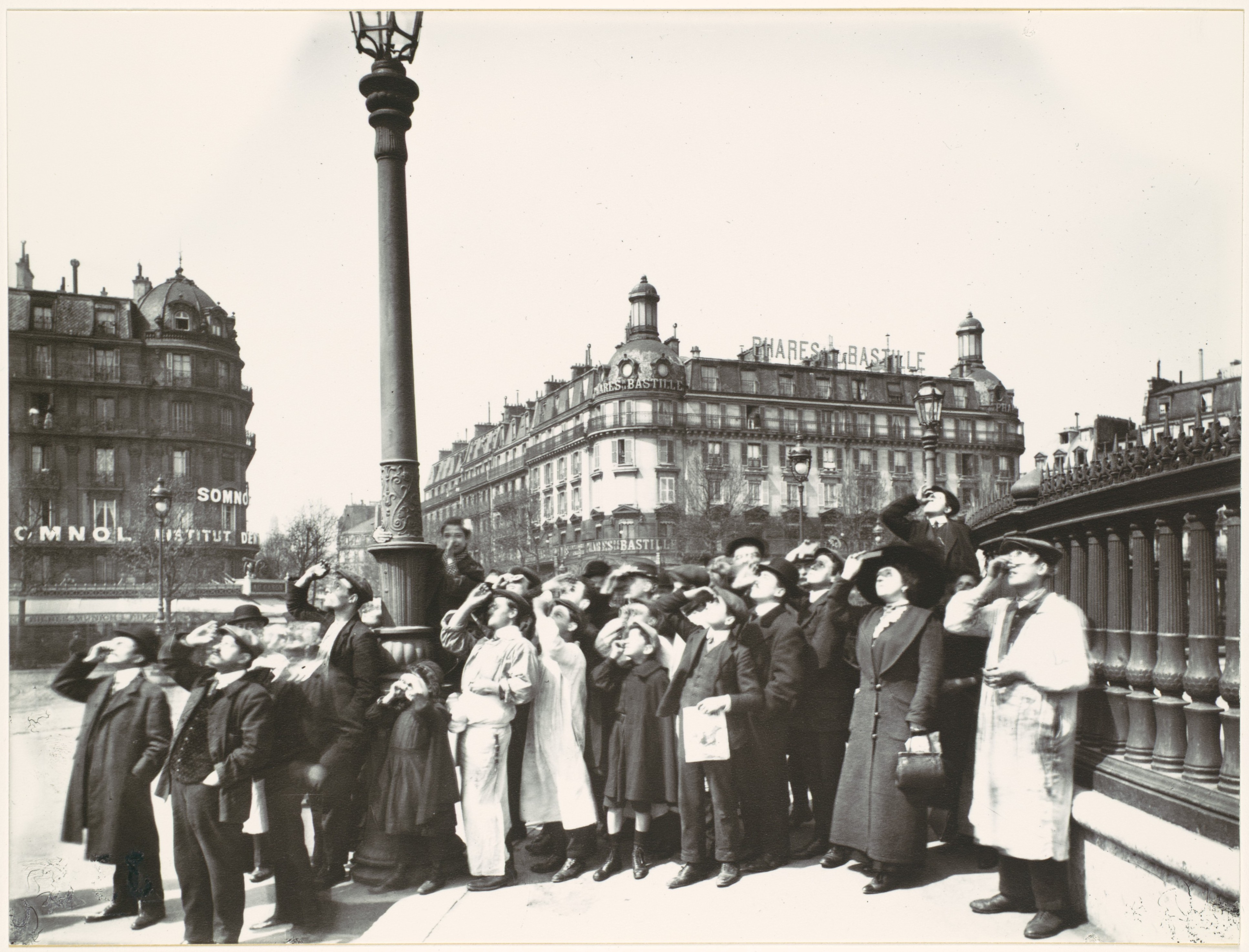
Napfogyatkozás, 1912
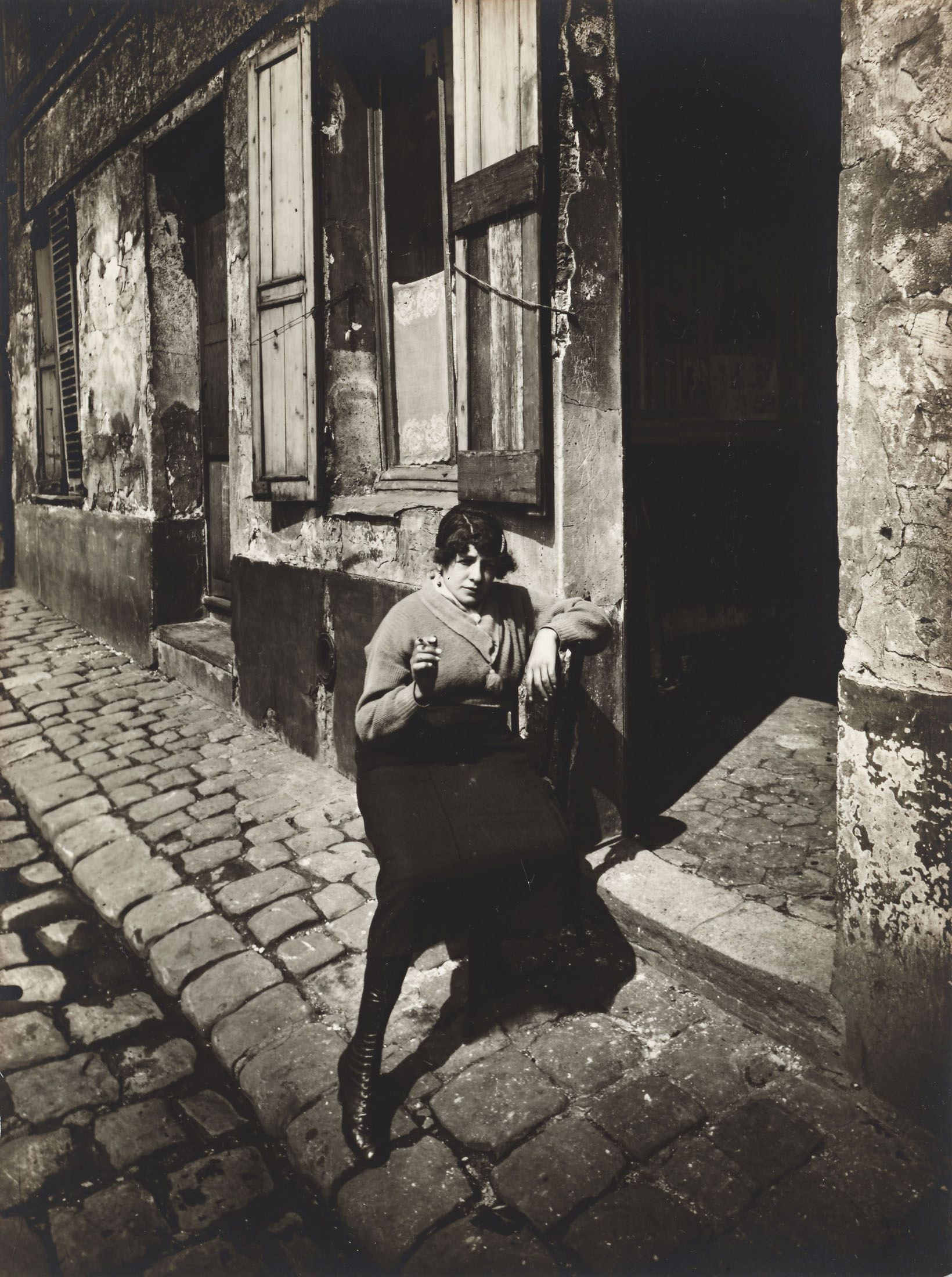
Prostituált, 1921
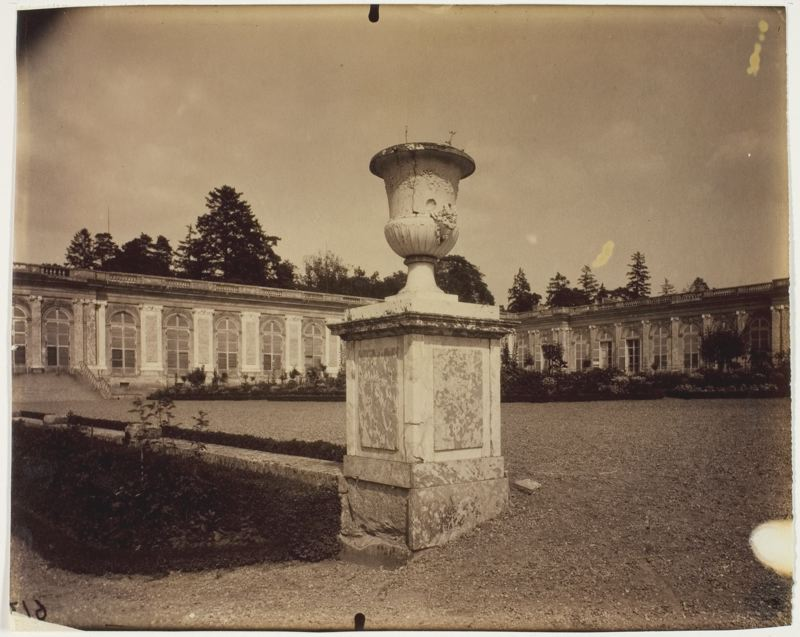
Grand Trianon, Versailles
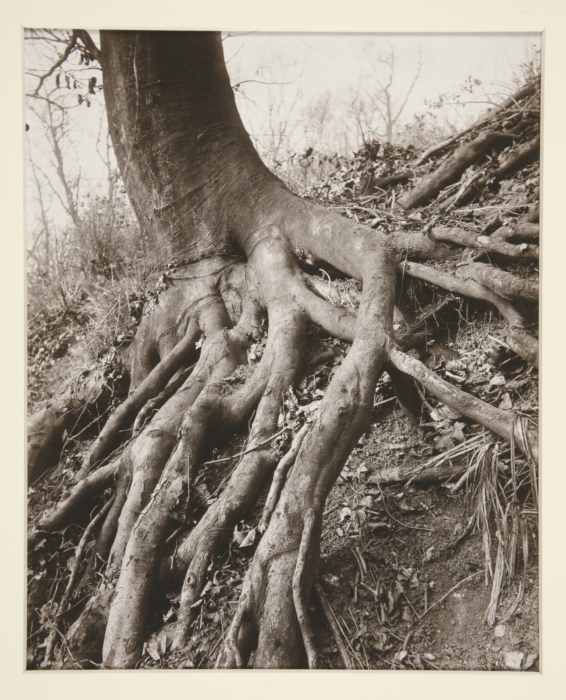
Saint-Cloud, 1924
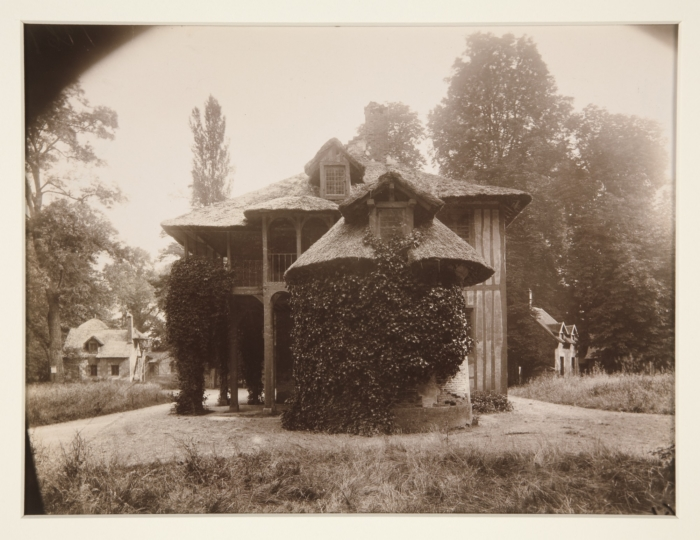
Hameau de la reine, Versailles, 1926